# Encyocrypta risbeci
Encyocrypta risbeci – gatunek pająków z infrarzędu ptaszników i rodziny Barychelidae. Występuje endemicznie na Nowej Kaledonii.

## Taksonomia
Gatunek ten opisany został po raz pierwszy w 1994 roku przez Roberta Ravena na podstawie pojedynczego samca odłowionego w okolicy Numei przez Risbeca, na cześć którego nadano epitet gatunkowy.

## Morfologia
Holotypowy samiec ma ciało długości 13 mm oraz karapaks długości 6 mm i szerokości 5,5 mm. Karapaks jest w zarysie prawie jajowaty, ubarwiony pomarańczowobrązowo z brązową częścią głowową, porośnięty srebrzystym owłosieniem i czarnymi szczecinkami. Jamki karapaksu są szerokie i proste. Szczękoczułki są pomarańczowobrązowe, porośnięte srebrnymi włoskami i czarnymi szczecinkami. Rastellum wykształcone jest w formie niskiego wzgórka nad nasadą pazura jadowego. Bruzda szczękoczułka ma 10 dużych zębów i 2 mniejsze zęby na krawędzi przedniej oraz od 10 do 15 ziarenek w części środkowo-nasadowej. Szczęki zaopatrzone są w 2–10 spiczastych kuspuli. Odnóża są pomarańczowobrązowe, pozbawione obrączkowania. Pierwsza i ostatnia ich para ma po dwa szeregi ząbków na pazurkach. Opistosoma (odwłok) jest z wierzchu brązowa z białymi kropkami nieregularnego kształtu, z tyłu przechodzącymi w ukośne linie. Spód opistosomy jest brązowy z jasnym, sztyletowatym znakiem pośrodku i jasnymi łatami. Nogogłaszczki samca mają prostą tylno-boczną krawędź cymbium oraz stożkowaty bulbus z embolusem o zakręconym i wyposażonym w dwa niskie kile wierzchołku.